# Friedrich-Spee-Gymnasium
Das Friedrich-Spee-Gymnasium in Rüthen ist eine staatliche Schule in städtischer Trägerschaft.

## Geschichte

### Anfänge
Mit der Gründung der Staatlichen Schule in Aufbauform im Jahre 1926 beginnt die eigentliche Geschichte des Rüthener Gymnasiums. Diese „Aufbauschule“ konnte nach einer siebenjährigen Volksschulzeit besucht werden und führte ihre Schüler dann, bei entsprechender Begabung, in sechs Jahren zum Abitur. 16 Jungen und vier Mädchen wurden im Gründungsjahr – nach einer Aufnahmeprüfung – zugelassen; zehn von ihnen erhielten im Jahre 1932 schließlich das Abitur: sieben der männlichen und drei der weiblichen Schüler. Nur durch Anwendung der – in dieser Zeit noch nicht selbstverständlichen – Koedukation konnten überhaupt angemessene Schülerzahlen erreicht werden. „Während die Unterrichtsinhalte eher kulturpessimistisch und konventionell waren, fielen die Mädchen aber im Turnunterricht durch selbst genähte Hosen auf, erregten in der Kleinstadt Aufsehen bei Schwimmübungen in der Möhne oder durch Bubikopf-Frisuren.“

### Erste Entwicklungen
Durch hohe Anforderungen bei gleichzeitiger Öffnung nach außen gewann die Schule mehr und mehr das Vertrauen der Bevölkerung. Zudem war die Schulleitung zu Anfang der 1930er Jahre sehr darauf bedacht, dass der gute Ruf der Schule nicht durch nach damaligem Verständnis anstößiges Verhalten ihrer Schüler – dies betraf auch die Freizeit und das Wochenende – gefährdet würde. Gleichwohl blieben die Schülerzahlen aufgrund der Verarmungsprozesse zum Ende der Weimarer Republik und auch wegen des zu zahlenden Schulgeldes zunächst hinter den Erwartungen zurück.

### Zeit des Nationalsozialismus
In der Zeit von 1932 bis 1945 wurde die Schule – dem Zeitgeist entsprechend – mit autoritärem Gehabe geleitet. Das um sich greifende Pathos der „Erneuerung“ und des „Aufbruchs“, das die Nationalsozialisten zu verbreiten wussten, blieb auch in Rüthen nicht ohne Einfluss. Der Schulleiter und sein Kollegium traten der NSDAP bei; und auch fast einhundert Prozent der Schülerschaft war in der HJ bzw. im BdM organisiert. An öffentlichen Aufmärschen nahm die Schule dementsprechend nahezu geschlossen teil. Dieses äußerlich ungebrochene Bild mag freilich, wie in Diktaturen wohl üblich, im Einzelfall nicht immer der inneren Haltung entsprochen haben: „Schüler(innen) erinnern sich nicht nur für die Kriegsjahre an fachkundige Lehrer, die vom christlichen Glauben überzeugt waren, ohne ihnen aber demokratische Vorstellungen nachzusagen.“

### Schülerheim
Vor der Befreiung vom Nationalsozialismus wurde die Schule (seit März 1945) geschlossen und dann 1946 unter der offenbar interimistischen Leitung des als politisch unbelastet geltenden Studienrats Verhoeven wiedereröffnet. In den Folgejahren steigerten sich die Schülerzahlen, nicht zuletzt durch die Eröffnung des Schülerheims St. Petrus Canisius 1949, das der Unterbringung sogenannter heimatvertriebener Schüler dienen sollte.
Unter der Leitung von Hans Cramer erhielt das Gymnasium neuen Schwung, äußerlich ersichtlich an den umfangreichen Baumaßnahmen (der noch heute sogenannte „Neubau“ entstand 1974), innerlich fühlbar am aufkeimenden Esprit: „In seiner Ära bekam das Rüthener Gymnasium verstärkt das, was man den Geist einer Schule nennt, den nicht nur Schüler und Lehrer spürten und mittrugen, sondern auch die umwohnende Bevölkerung.“
Zur Mitte der 1970er Jahre (1. Januar 1974) wechselte das Gymnasium von der unmittelbar staatlichen in die städtische Trägerschaft. Im August desselben Jahres wurde dann die „differenzierte Oberstufe“ eingeführt: Der Klassenverband wurde zugunsten eines individuelleren Kurssystems aufgegeben. Diese Entwicklungen wurden von der Schulleitung teils kritisch eingeschätzt, aber gleichwohl konstruktiv begleitet.

### Wachstumsphase
Die Schülerzahlen wuchsen – mittlerweile unter der Ägide des Schulleiters Herbert Pilters – immer weiter und erreichten mit 1116 Schülern, denen 74 Lehrer gegenüberstanden, einen Höhepunkt. Teilweise musste der Unterricht in andere Gebäude verlegt werden, da die Räume der Schule nicht mehr ausreichten.
Entsprechend der Tradition der Schule, Vertriebene zu fördern, wurden in den 1980er Jahren zahlreiche vietnamesische Flüchtlinge, sogenannte Boatpeople aufgenommen, ebenso Aussiedler, insbesondere aus Russland und Kasachstan.
Inhaltlich entwickelte sich die Schule weiter und damit ihr guter Ruf. Dazu trugen insbesondere auch Projekte im Bereich Theater („Spectaculum“) und Musik (1. Platz im Landeswettbewerb der Schulchöre) bei.

### Namensgebung
1994 erhielt die Schule – auf Anregung der Schulkonferenz – den Namen Friedrich-Spee-Gymnasium: „Mit Friedrich Spee haben wir einen Namenspatron gefunden, der mit seinem literarischen Schaffen, seiner Streitschrift Cautio criminalis und seinem couragierten persönlichen Einsatz für Verfolgte und Notleidende auch heute noch ein Leitbild für Humanität und Menschlichkeit darstellt.“
Das Friedrich-Spee-Gymnasium ist heute mit seinem weiten Einzugsbereich ein kulturelles Zentrum des südlichen Kreisgebietes. Mit seinen etwa siebenhundert Schülern hat es nun eine Größe, die eine vielfältige fundierte Ausbildung, aber zugleich auch ein gut überschaubares Gemeinschaftsleben ermöglicht.

## Schulprofil
Der musische Bereich hat seit langem einen besonderen Stellenwert im Schulleben, aktuell sicht- und hörbar in jährlichen großen Konzertabenden und Musicalinszenierungen und in einer regelmäßigen Arbeit in Chören, Gesangsklassen und Orchester. Theatergruppen in der Mittelstufe („Szene eins“) und Oberstufe („Theater im Spee“) wie auch die englischsprachigen „Unterstudies“ bereichern das kreative Angebot. Ab der fünften Klasse lernen die Schüler Englisch als erste Fremdsprache; später können auch Latein bzw. Französisch (ab Jgst. 7) oder auch Spanisch (ab Jgst. 9 bzw. in der Oberstufe) angewählt werden.

## Besonderheiten und Partnerschaften
Am Friedrich-Spee-Gymnasium findet der Unterricht „schulgongfrei“ nach einem 67-Minuten-Stundenraster statt, das von Hans-Günther Bracht eingeführt wurde. Regelmäßige Preisträger bei überregionalen Mathematik-, Zeichen-, Geschichts- und Schreibwettbewerben belegen den Anspruch und den Leistungsstand der Schule. Das Friedrich-Spee-Gymnasium nimmt zudem am Programm Erasmus + der EU teil und ist eine Partnerschule des DFB.

## Periodika

### Rüthener Hefte
Bedeutung und Bekanntheit weit über den schulischen Bereich hinaus erlangten die Rüthener Hefte (ZDB-ID 631969-5), die 1951 zum ersten Male erschienen. Sie informieren über das Schulleben, konnten aber von Anfang an auch namhafte Autoren und Beiträge verzeichnen, die darüber hinausweisen, wie zum Beispiel den Aufsatz Die Gründung der Stadt Rüthen von Albert K. Hömberg.

### Schülerzeitung
Die Schülerschaft verschafft sich traditionell auch in eigenen Publikationen Gehör. Neben den bekannten ABI-Zeitungen sind hier vor allem der in den 1970er Jahren gegründete Kaktus und das Projekt Skeptizissimus zu nennen.

## Persönlichkeiten

### Schulleiter
- Philipp Schniedertüns (1926–1930)
- Hans Fluck (1930–1932)
- Heinrich Steinrücke (1932–1945)
- Studienrat Verhoeven (1946, interimsweise)
- Adolf Poschmann (1947–1950)
- Felix Taubitz, Spitzname "Feuer-Felix" (1950–1955)
- Hans Cramer (1955–1976)
- Herbert Pilters (1976–1992)
- Alfons Schäfers (1992–2002)
- Hans-Günther Bracht (2002–2013)
- Heinfried Lichte (seit 2013)

### Bekannte Lehrer
- Eduard Bufé (1898–1982), Zeichner, Maler und Architekt
- Franz Hoischen (1903–1969), Maler und Grafiker
- Karl Rainer (1910–1999), Maler und Industriegrafiker
- Ferdinand Koch (1927–1990), Tenor
- Ulrich Grun (1937–2017), (Kunst-)Historiker und Heimatforscher
- Rolf Gockel (* 1937), Bürgermeister der Stadt Rüthen 1979–1999

### Bekannte Schüler
- Hans-Josef Becker (* 1948), Erzbischof von Paderborn
- Friedrich Meschede (* 1955), Kunsthistoriker
- Friedrich Merz (* 1955),  Bundeskanzler der Bundesrepublik Deutschland (CDU) und Wirtschaftsjurist
- Peter Joseph Weiken (* 1971), Bürgermeister der Stadt Rüthen seit 2009
- Stefan Gödde (* 1975), Fernsehmoderator, Journalist und Buchautor